# Кленовка (Челябинская область)
Клено́вка — посёлок в Еманжелинском районе Челябинской области. Входит в состав Еманжелинского городского поселения.

## География
Ближайшие населённые пункты: Еманжелинск и посёлок Борисовка.

## История
Возник в 1968 г. как населенный пункт при участке Еманжелинского района центральных электросетей

## Население
| 2002 | 2010 |
| ---- | ---- |
| 111  | ↘103 |

По данным Всероссийской переписи, в 2010 году численность населения посёлка составляла 103 человека (50 мужчин и 53 женщины).

## Улицы
Уличная сеть посёлка состоит из 1 улицы.